# سانت أليسيو (أسبرومونتي)
سانت أليسيو هي بلدة تقع في مقاطعة ريدجو كالابريا في إيطاليا.تبعد 110 كم جنوب غرب عن كاتانزارو و 10 كم شمال شرق عن ريدجو كالابريا.وبلغ عدد سكانها 396 نسمة حسب إحصائيات عام 2004 ومساحتها 4.2 كم مربع.
البلدات المجاورة لها:لاغاندي,ريدجو كالابريا,سانتا ستيفانو ين اسبرومونتي.